# الصين في دورة الألعاب الآسيوية 1974
تَنافست الصين في دورة الألعاب الآسيوية لعام 1974 التي أقيمت في طهران في إيران في الفَترة من 1 سبتمبر 1974 إلى 16 سبتمبر 1974 لأوَّل مرَّة. هذه المرة، قرَّر مُؤتمر اتحاد الألعاب الآسيوية، الذي عُقد قبل الألعاب بعشرة أشهر، طرد جمهورية الصين من الألعاب وقبول دُخول جمهورية الصين الشعبية.